# Тотално друкчији од других
Тотално друкчији од других је деби студијски албум загребачког етно рок бенда Вјештице. Албум је објављен средином 1989, а издала га је дискографска кућа Југотон. 
Жанр албума је тешко дефинисати, али се често дефинише као инди рок, етно рок и експериментални рок .

## Пријем
Новинар Ритма Саша Радојевић је писао да албум није заслужио никакву пажњу те да никада неће транспарентно истицати чињеницу да је група овом албуму дала тако претенциозан и лош наслов.

## Постава

### Вјештице
- Срђан Сахер – вокал, бас гитара, пратећи вокал
- Борис Лајнер – бубњеви, вокал, пратећи вокали, дизајн
- Макс Вилсон – гитара, вокал, пратећи вокал

### Додатни музичари
- Дарко Хајсек – пратећи вокал
- Хрвоје Даниловић – пратећи вокал

### Остало особље
- Харма Марјановић – вокални аранжер
- Давор Слемниг – миксовање
- Јасна Лајнер - фотографија
- Младен Шкалец – тон мајстор
- Бруно Молнар – асистент тонског инжењера

## Топ листе

### Недељна листа
| Листа           | Највиша позиција |
| --------------- | ---------------- |
| Радио ТВ ревија | 6                |

| Листа     | Највиша позиција |
| --------- | ---------------- |
| ХР Топ 40 | 1                |

| Листа     | Највиша позиција |
| --------- | ---------------- |
| ХР Топ 40 | 1                |

### Месечна листа
| Листа | Највиша позиција |
| ----- | ---------------- |
| ХДУ   | 3                |

| Листа | Највиша позиција |
| ----- | ---------------- |
| ХДУ   | 1                |

### Полугодишња листа
| Листа | Највиша позиција |
| ----- | ---------------- |
| ХДУ   | 8                |